# Didier Tholot

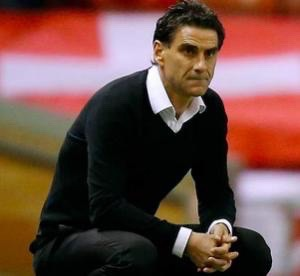
Didier Tholot

Didier Tholot (Montbéliard, 2 april 1964) is een Frans voetbaltrainer. Hij is trainer van LB Châteauroux.

## Spelerscarrière
- 1984-1987 Sporting Toulon Var
- 1987-1990 Chamois Niortais FC
- 1990-1991 Stade de Reims
- 1991-1993 AS Saint-Étienne
- 1993-1995 FC Martigues
- 1995-1997 Girondins de Bordeaux
- 1997-1998 FC Sion
- 1998 Walsall FC
- 1998-1999 FC Sion
- 1999-2000 FC Basel
- 2000-2001 BSC Young Boys Bern
- 2001-2003 Vevey
- 2003-2004 FC Sion

## Trainerscarrière
- 2002-2003 Vevey
- 2003-2004 FC Sion
- 2005-2008 FC Libourne-Saint-Seurin
- 2008 Stade Reims
- 2009-2010 FC Sion
- 2010-2013 LB Châteauroux